# Karel Kraakei
Karel Kraakei (Engelse naam Fenton Crackshell), ook bekend als zijn superheld-alter ego Roboduck (Gizmoduck) is een personage uit de Duckstad-wereld. Hij maakte zijn debuut in de serie DuckTales, en verschijnt ook een paar keer in de serie Darkwing Duck. Hij is duidelijk gebaseerd op de personages Iron Man en Robocop. 
Zijn stem wordt in het Engels onder andere ingesproken door Hamilton Camp en Lin-Manuel Miranda. Zijn Nederlandse stem onder andere door Rob Kamphues en Martijn Claes.

## Geschiedenis
Karel maakt zijn debuut in de tekenfilmserie Super DuckTales, welke later werd opgesplitst in vijf afleveringen voor het tweede seizoen. In deze film werkt hij in een fabriek, waar hij op afstand bonen in een potje moet tellen. Hij heeft hierdoor een talent voor tellen ontwikkeld, en kan vaak in een oogopslag het exacte aantal van een product dat voor hem ligt opnoemen. Hij geeft dit baantje op om te gaan werken als accountant voor Dagobert Duck. Hoewel hij geen ervaring heeft, krijgt hij de baan toch.
Karel is niet dom, maar wel gehaast en wat onhandig. Zo neemt hij vaak dingen letterlijk. Wanneer hij per ongeluk Dagoberts geluksdubbeltje kwijtraakt aan de Zware Jongens, probeert hij het uit alle macht terug te krijgen. Hij gaat hiervoor langs bij Willie Wortel, die net daarvoor een robotpak heeft gemaakt voor Dagobert Duck, die zo een goede bewaker voor zijn geldpakhuis hoopt te krijgen. Karel activeert dit pak per ongeluk door het toevallig uitroepen van de spreuk "Blabberdelabberkak", een woord wat hij vaker gebruikt, en transformeert zo plotseling tot Roboduck. Vanaf dat moment werkt hij zowel als bewaker voor Dagobert en als lokale superheld in Duckstad. De enigen die afweten van zijn ware identiteit zijn Dagobert Duck en zijn moeder, met wie hij in een woonwagenkamp woont. Karel heeft een oogje op een collega uit de bonenfabriek waar hij vroeger werkte.
Karel en zijn alter ego Roboduck komen ook een paar keer voor in de serie Darkwing Duck, waarin hij een rivaal is van Darkwing. In de serie ziet zijn kostuum er iets anders uit: zo is het kleiner en heeft niet de zwartgekleurde bovenarmen. Dit komt vermoedelijk omdat het kostuum dat hij in deze serie draagt een nieuwer model is, daar het originele pak in de DuckTales-aflevering Attack of the Metal Mites werd vernietigd door metaaletende insecten.

## Talenten
Karel is een meester in tellen. Dit talent komt hem in de serie meerdere keren van pas, waaronder in de climax van de film Super DuckTales. Hierin verslaat hij een intelligente buitenaardse computer door hem tot een telwedstrijd uit te dagen.
Karels Roboduckpak beschikt over talloze wapens en gadgets, gelijk aan Inspector Gadget. De meest van deze gadgets worden geactiveerd met knoppen op het pak. In noodgevallen drukt Karel vaak alle knoppen tegelijk in, met uiteenlopende gevolgen.
Karel kan blijkbaar goed zijn stem vervormen, daar hij als Roboduck altijd met een zwaardere stem praat.